# Antiteză
Antiteza (cf. franceză antithèse, din greacă ἀντίθέσις antithesis, „opoziție”) este o figură de stil care constă în proiectarea a două entități sau elemente în antonimie, în „panoul central” al unei poeme, a unei opere, în general, încât să se pună reciproc mai bine în lumină. În sens general, antiteza este opoziția dialectică între două fenomene, idei, judecăți etc. Antiteza este deseori formalizată printr-o „simetrie” între termeni opuși, prin structuri paralele și echilibrate, bazate pe aspectul unui paralelism de construcție, însă cu semantică contradictorie.
Prin antiteză, se reliefează mai adânc „opoziția” dintre două personaje, situații, idei sau concepte, fapte etc. Romanticii apelează adeseori la antiteză; unele poezii eminesciene sunt concepute în planuri sau tablouri în antiteză: planul teluric și planul celest, în „Luceafărul”, planul istoriei de aur a neamului și planul prezentului epigonic, în „Scrisoarea III”, în „Epigonii”. Antiteza poate apărea chiar și la nivelul celor mai mici unități poetice: în titlul unui poem (la Mihai Eminescu: „Împărat și proletar”, „Înger și demon”, „Venere și Madonă” etc.), într-un vers: 
| “                                  | Ea un înger ce se roagă — El un demon ce visează; Ea o inimă de aur — El un suflet apostat... | ” |
| — „Înger și demon”, Mihai Eminescu |                                                                                               |   |

## În filozofie
În dialectica hegeliană, antiteza constituie momentul al doilea al triadei teză-antiteză-sinteză, cel care neagă teza.